# Kurunegala

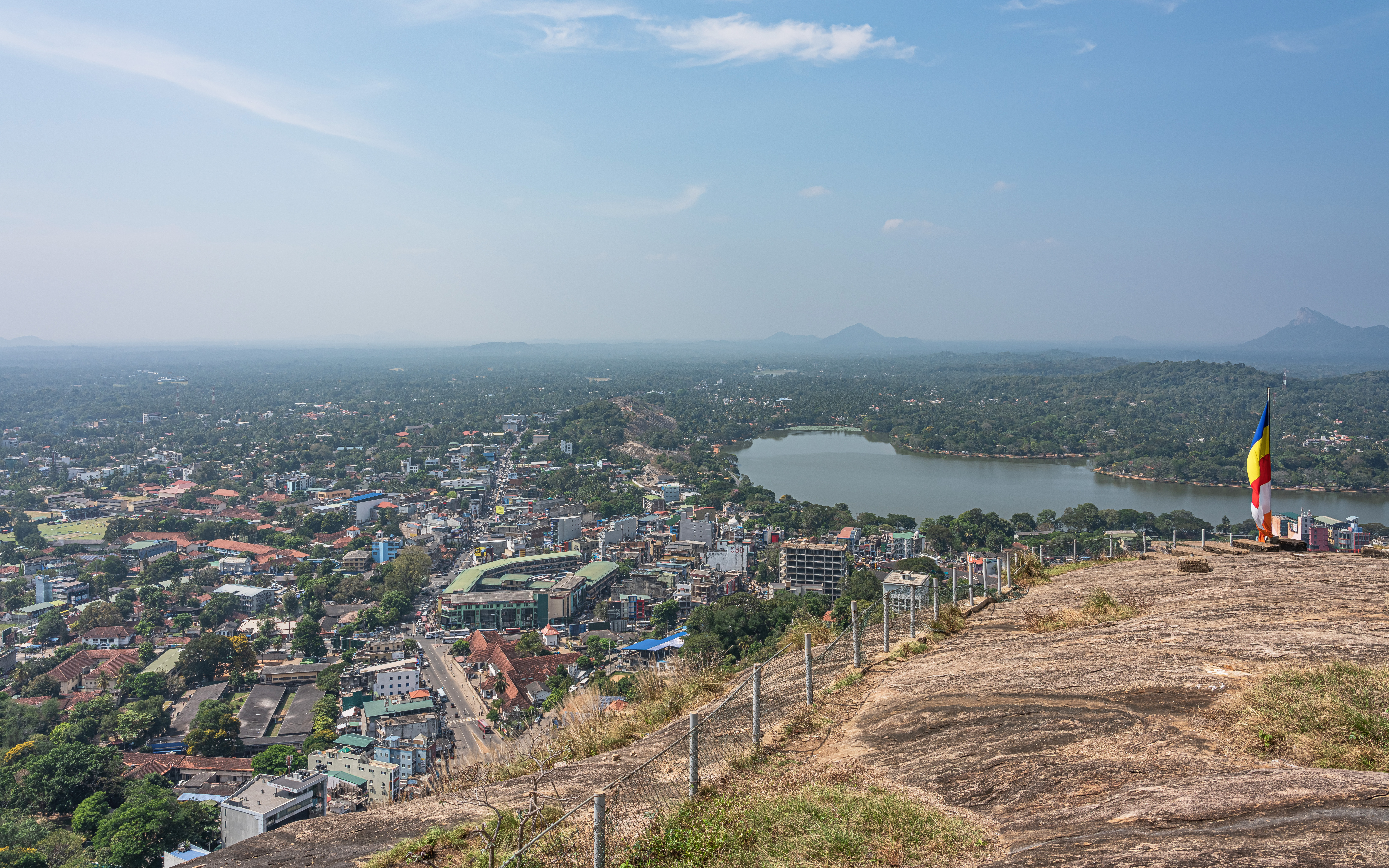
Kurunegala.

Kurunegala (singalesiska: කුරුණෑගල, tamil: குருனகல்) är huvudstaden i Nordvästprovinsen i Sri Lanka. Den har en befolkning som uppgår till cirka 28 600 invånare. Staden ligger 94 km nordost om huvudstaden Colombo och 42 km väster om Kandy.